# Jeff Demps
Jeffery Demps Barnard (Winter Garden, 8 de enero de 1990) es un exjugador de fútbol americano y atleta estadounidense.  Asistió a la Universidad de Florida, donde fue corredor para el equipo de fútbol americano de los Florida Gators y corredor para el equipo de atletismo de los Florida Gators.  Es el único atleta de Florida Gator que ha ganado campeonatos nacionales en dos deportes con su Campeonato Nacional BCS 2009 y múltiples títulos en pistas cubiertas y al aire libre durante sus cuatro años de carrera.  Demps igualó el récord mundial junior de 100 metros con un tiempo de 10.01 segundos en junio de 2008.  En enero de 2012, Demps decidió centrarse en las Pruebas Olímpicas de Estados Unidos de 2012 en lugar del Draft de la NFL de 2012, persiguiendo una carrera profesional en lugar del fútbol profesional.  Después de ganar una medalla de plata en los Juegos Olímpicos de verano de 2012, Demps firmó un contrato con los New England Patriots de la NFL el 17 de agosto de 2012.  Fue corredor de los New England Patriots, los Tampa Bay Buccaneers y los Indianapolis Colts. 

## Carrera de fútbol profesional
Demps se saltó la Combinación y el Draft de la NFL de 2012 a favor de prepararse para los Juegos Olímpicos de verano de 2012.  Sin embargo, atrajo el interés de los equipos de la NFL después de los Juegos Olímpicos y aceptó los términos de un contrato de tres años con los New England Patriots el 17 de agosto de 2012.  El 31 de agosto de 2012, fue colocado en la reserva de lesionados y, por lo tanto, se perdió toda la temporada 2012.

### Tampa Bay Buccaneers
El 27 de abril de 2013, los Patriots intercambiaron a Demps para los Buccaneers de Tampa Bay junto con una selección de séptima ronda (229º en total) en el Draft de la NFL 2013 por el corredor LeGarrette Blount.  Demps fue lanzado por los Buccaneers el 30 de agosto de 2014 como parte de los recortes finales de la lista.  El 31 de agosto de 2014, Jeff Demps firmó con el escuadrón de práctica de los Buccaneers. 

### Indianapolis Colts
Demps firmó con los Indianapolis Colts el 21 de octubre de 2014.  Fue puesto en libertad el 29 de octubre de 2014, y volvió a firmar el 25 de noviembre.  Demps renunció el 4 de mayo de 2015. 

## Otras lecturas
- Longman, Jeré (23 de octubre de 2008). «Fastest Man in Pads May Be Florida’s Tailback».